# Georg Blume (Journalist)

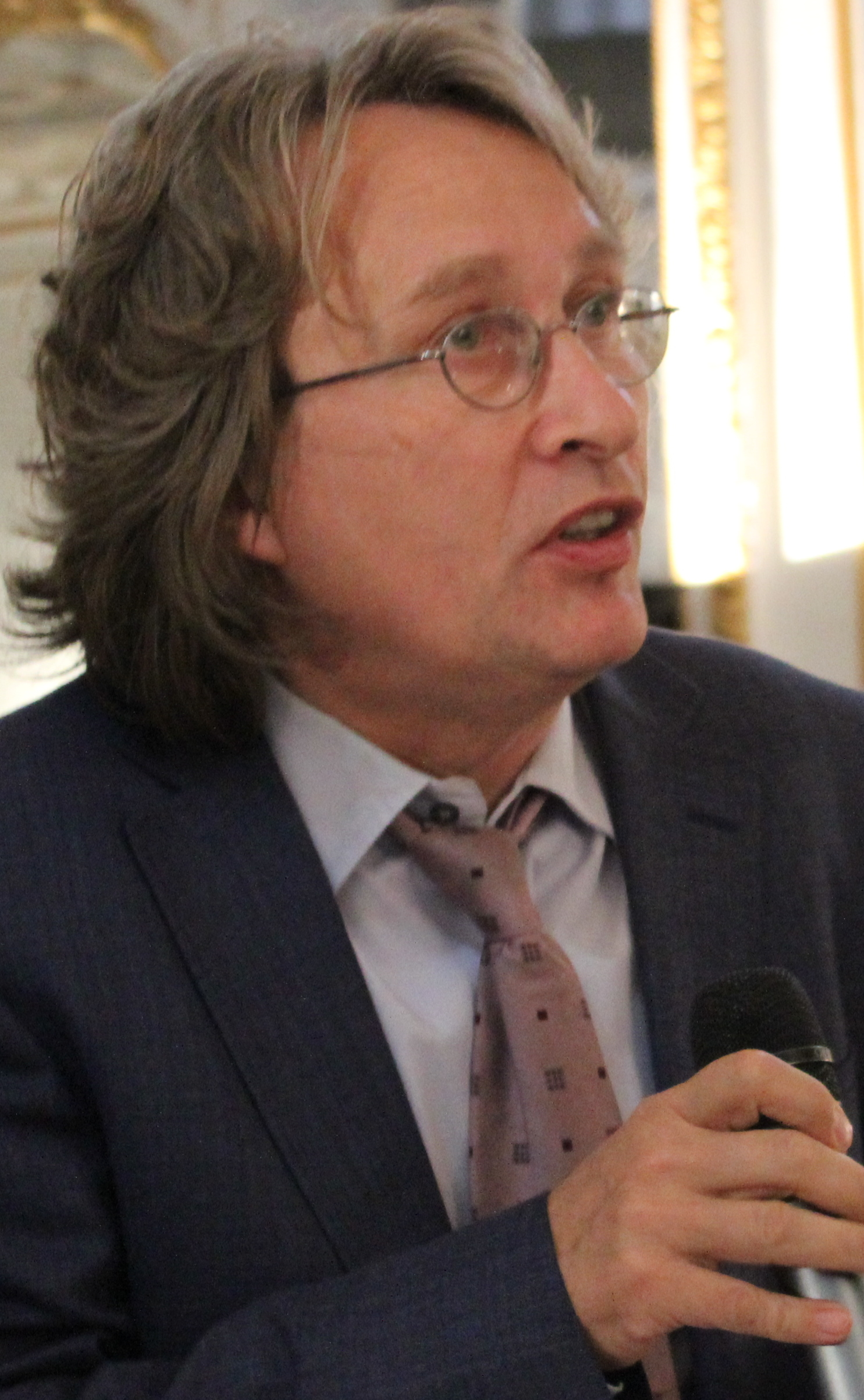
Georg Blume (2015)

Georg Blume (* 1963 in Hannover) ist ein deutscher Journalist, Ostasien-Experte und langjähriger Auslandskorrespondent.

## Leben
Als Zimmermann ausgebildet, leistete er seinen Zivildienst in einem jüdischen Kinderheim und einem Zentrum für Friedensforschung in Paris. In Frankreich bleibend, wurde er 1985 Korrespondent der taz. 1990 zog er mit seiner Frau Chikako Yamamoto nach Tokio und berichtete zusammen mit ihr für die taz und die Schweizer Weltwoche aus Ostasien, von 1992 an auch für die Zeit. Seit die Zeit und die taz in Peking ein gemeinsames Büro eröffneten, war Blume als Korrespondent in China akkreditiert. Von 2009 bis 2013 berichtete Blume als Korrespondent aus Delhi und seitdem wieder aus Paris.
2007 erhielt er in Berlin den Liberty Award für seine engagierte, kritische Berichterstattung, die auch versuchte, für den kulturell eigenständigen Ansatz anderer Länder auf dem Weg zu mehr Demokratie und Freiheit Verständnis zu wecken. „Solange wir hier der Öffentlichkeit nicht erklären, was überhaupt vor sich geht, bleiben wir weiterhin bei irgendwelchen kontroversen Chinabildern“, sagte er 2008. Blume vermittelte Einblicke in die „chinesische Innensicht“, in das sich wandelnde Denken der Bevölkerung, und setzte dieses in Beziehung zum offiziellen Bild der KP Chinas.

## ProjektChina Reporter
Blume und der Journalist Wolfgang Hirn konzipierten im Jahr 2018 ein Projekt namens „Chinareporter“, das mit einem Jahresbudget von 250.000 Euro ausgestattet sein sollte. Davon könnten u. a. drei feste und drei freie Mitarbeiter bezahlt werden, deren Tätigkeit auf ein besseres China-Bild abzielen solle. Der chinesische Botschafter Shi Mingde schrieb deutsche DAX-Konzerne im Februar 2019 an, um Geld für das Projekt einzuwerben. Er schrieb u. a.: „Als Rechtsform ist ein gemeinnütziger Verein vorgesehen, ähnlich der Atlantik-Brücke e. V.“. Keiner der angeschriebenen Unternehmen entsprach der Bitte der Botschaft, das Projekt wurde nicht weiterverfolgt. NDR, WDR und die Süddeutsche Zeitung berichteten im Januar 2020 über den Einflussversuch.

## Schriften

### Bücher
- Georg Blume, Christoph Hein: Indiens verdrängte Wahrheit. Streitschrift gegen ein unmenschliches System. edition Körber-Stiftung, Hamburg 2014, ISBN 978-3-89684-154-4
- Georg Blume: China ist kein Reich des Bösen. Trotz Tibet muss Berlin auf Peking setzen. edition Körber-Stiftung, Hamburg 2008, ISBN 3-89684-134-3
- Georg Blume, Chikako Yamamoto: Modell China. Im Reich der Reformen. Wagenbach Verlag, Berlin 2002, ISBN 3-8031-2424-7
- Georg Blume und Chikako Yamamoto: Chinesische Reise. Wagenbach Verlag, Berlin 1999, ISBN 3-8031-2348-8

### Reportagen
- Georg Blume, Jörg Burger: Frau Xu, Herr Wu und ihr See. In: Die Zeit, Nr. 29/2008
- Das wahre China. In: Die Zeit, Nr.  23/2008.
- Gib nicht auf, China!. In: Die Zeit, Nr.  22/2008.
- Japans Joschka. Der neue Regierungschef Naoto Kan verspricht den kulturellen Bruch mit dem alten politischen System – und kommt doch nicht davon los. In: Die Zeit, Nr. 24/2010, S. 7.